# Bernalillo
La ville de Bernalillo est le siège du comté de Sandoval, situé dans le Nouveau-Mexique, aux États-Unis. Lors du recensement de 2000, elle comptait 6 611 habitants.

## Source
- (en) Cet article est partiellement ou en totalité issu de l’article de Wikipédia en anglais intitulé « Bernalillo, New Mexico » (voir la liste des auteurs).